# 阿里木江·依米提
阿里木江·依米提，维吾尔族，中国家庭教会牧师。
阿里木江·依米提于1995年由伊斯兰教改信为基督教，因向自己公司员工宣讲教义，2007年9月新疆喀什市民宗局下发了阿里木江涉嫌在喀什地区传播基督教的认定书。2008年1月11日被喀什市公安局拘留，由于“犯罪”证据不足，长达两年未宣判，直到2009年11月25日被喀什中级法院以“向外国机构非法提供国家机密或者情报”罪名判处15年有期徒刑，剥夺政治权利5年。